# یانی
یانیس کریسومالیس (به یونانی: Γιάννης Χρυσομάλλης، Giánnis Chrysomállis) (به انگلیسی: Yiannis Chryssomallis) (زادهٔ ۱۴ نوامبر ۱۹۵۴ - کالاماتا) معروف به یانی (به انگلیسی: Yanni)، موسیقی‌دان، پیانیست، نوازندهٔ کیبورد و آهنگساز مشهور اهل یونان و ساکن ایالات متحده آمریکا است.
موسیقی یانی تلفیقی از سبک‌های جاز، موسیقی دوره کلاسیک، سافت راک، و موسیقی جهان است و بخش عمدهٔ آهنگ‌های او را سازهای موسیقی تشکیل می‌دهند. یانی با کنسرت یانی، زنده در آکروپولیس به شهرت رسید، به‌طوری‌که این آلبوم با فروش بیش از ۷ میلیون نسخه، دومین کنسرت موسیقی ویدئویی پرفروش تاریخ است. علاوه بر آن، یانی به دلیل اجرا در مکان‌های تاریخی از قبیل تاج محل در هند، شهر ممنوعه در چین، برج خلیفه در امارات متحده عربی، کاخ کرملین در روسیه، دژ اِل‌مورو در پوئرتوریکو، شهر باستانی جبیل در لبنان، تئاتر رومی کارتاژ در تونس، کاخ لاکشمی ویلاز در هند، اهرام مصر و ابوالهول بزرگ جیزه، و جبل القلعه در اردن شناخته شده‌است.
دست‌کم ۱۶ آلبوم یانی رتبهٔ نخست را در دسته‌بندی «آلبوم عصر نوی برتر» مجله بیلبُرد به‌دست آورده‌اند، و دو آلبوم در زمان من و جرئت آرزو نامزد جایزه گرمی شده‌اند. تا پایان سال ۲۰۱۱ میلادی، یانی دربرابر بیش از ۲ میلیون نفر در ۲۰ کشور دنیا کنسرت زنده اجرا کرده و آلبوم‌هایش فروشی بیش از ۲۰ میلیون نسخه داشته‌اند. ساخته‌های یانی در برنامه‌های تلویزیون‌های تجاری، و به ویژه برای رخدادهای ورزشی استفاده شده‌اند، و از دیرباز در جمع‌آوری کمک‌های مالی برای تلویزیون‌های همگانی مؤثر بوده‌اند. او موسیقی فیلم نیز کار کرده‌است و ساخت موسیقی برای یک آگهی تلویزیونی شرکت بریتیش اِروِیز که برندهٔ جایزه شد را عهده‌دار بوده‌است.
یانی به ترکیب موسیقی الکترونیک سینث‌سایزر با ارکستر سمفونی، محبوبیت کامل بخشید. او در خلق موسیقی خود از موسیقی‌دانانی با ملیت‌های گوناگون استفاده نموده‌است و انواعی از سازهای جالب توجه را بکار گرفته‌است. از پی تأثیراتی که یانی از فرهنگ‌های گوناگون جهان پذیرفته‌است، او را «هنرمند جهانی حقیقی»، و موسیقی‌اش را که گفته می‌شود بازتابی از فلسفهٔ «یک دنیا، یک‌نفر» وی است «آمیزه‌ای از گلچین نواهای قومی» لقب داده‌اند.

## آغاز زندگی
یانی در ۱۴ نوامبر ۱۹۵۴ در شهر کالاماتا یونان به دنیا آمد. فرزند پدری بانکدار و مادری خانه‌دار، یانی استعداد موسیقی خود را با نواختن پیانو و آکاردئون در سن کم ۶ سالگی به نمایش گذاشت. والدین یانی او را به یادگیری با سرعت و سبک دلخواه خودش بدون آموزش رسمی موسیقی تشویق کردند. به این ترتیب یانی موسیقیدانی خودآموخته است که استفاده از «دست‌نویس موسیقایی» که از هنگام کودکی طراحی و کامل کرده را به جای بکارگیری نت‌نویسی سنتی ادامه می‌دهد.
یانی در سن چهارده سالگی رکورد ملّی یونان در رقابت‌های شنای آزاد ۵۰-متر را شکست.
در نوامبر ۱۹۷۲، یانی برای تحصیل در رشتهٔ روان‌شناسی در دانشگاه مینه‌سوتا، یونان را به مقصد ایالات متحده ترک کرد. وی در آنجا برای گذران زندگی تا مدتی در انجمن دانشجویی ظرف می‌شست، و هم‌زمان با یادگیری زبان انگلیسی و تکرار چندین باره کتاب‌های قطور روان‌شناسی دست و پنجه نرم می‌کرد؛ تا اینکه با موفقیت در دروس و کسب نمرات بالا توانست کمک‌هزینه دانشجویی را از دانشگاه برای ادامهٔ تحصیلش به‌دست‌آورد. او در سال ۱۹۷۶ مدرک کارشناسی خود در رشتهٔ روان‌شناسی را اخذ نمود.
یانی در اواخر دوران دانشجویی عضو یک گروه راک محلی بود و به تمرین پیانو می‌پرداخت. پس از فارغ‌التحصیلی، با وجود مخالفت خانواده، یک سال را وقف کار موسیقی کرد تا بتواند بین ادامهٔ تحصیل و هنر انتخاب کند؛ و پس از آنکه دریافت خوشبخت‌ترین دوران زندگی خود را گذارنده، تصمیم گرفت موسیقی را برای باقی عمر ادامه دهد.

## حرفهٔ موسیقی
در سال ۱۹۷۷ یانی به گروه راک کِمیلیِن (آفتاب‌پرست) مستقر در شهر مینیاپولیس پیوست، و با بنیادگذار و درامر این گروه، چارلی اَدمز برای مدت ۴ سال به اجرا پرداخت، بگونه‌ای که همکاری این دو تا سال ۲۰۱۰ و پس از آن نیز ادامه یافته‌است. پس از اجرای تورهایی با کِمیلیِن طی سال‌های ۱۹۸۰ تا ۱۹۸۴، یانی به لس آنجلس نقل مکان کرد تا روی موسیقی خودش کار کند. وی در این دوره، موسیقی چند پروژهٔ سینمایی و تبلیغاتی را نیز انجام داد.

### دههٔ ۱۹۸۰ تا اوایل ۱۹۹۰: پدیداری و شناخت
در سال ۱۹۸۰ یانی اولین آلبوم خود را به نام آپتیمیستیک با استفاده از تجارب گروه کِمیلیِن و با تمرکز روی موسیقی الکترونیک ضبط کرد، که به دلیل سبک و پرداخت متفاوت موسیقی در زمان خود با استقبال مواجه نشد. این آلبوم بعدتر توسط اتلنتیک رکوردز در ۱۹۸۴، و پرایوت میوزیک در ۱۹۸۹ بازنشر داده شد.
یانی در سال ۱۹۸۷ گروه موسیقی خود را تشکیل داد و در ۱۹۸۸ با ترکیبی دربردارندهٔ جان تِش به عنوان نوازنده کیبورد و چارلی ادمز به عنوان درامر، توری را در شهرهای مختلف آمریکا آغاز نمود؛ و در طی این تور آلبوم‌های نخستین خود یعنی کلید تخیل، از روی سکوت، و روزهای آفتاب‌پرست را معرفی کرد. یکی از نتایج مهم این تور اجرا همراه با ارکستر سمفونی دالاس، ضبط ویدئویی آن و در ادامه بازخوردهای مثبتی از آن اجرا بود که از نگاه یک منتقد دالاس تایمز هِرالد، به شناخت عمومی یانی کمک زیادی کرد. گفته می‌شد ظهور یانی «به بهترین وجه ممکن همزمان» شده بود با افزایش محبوبیت موسیقی‌سازی معاصر.

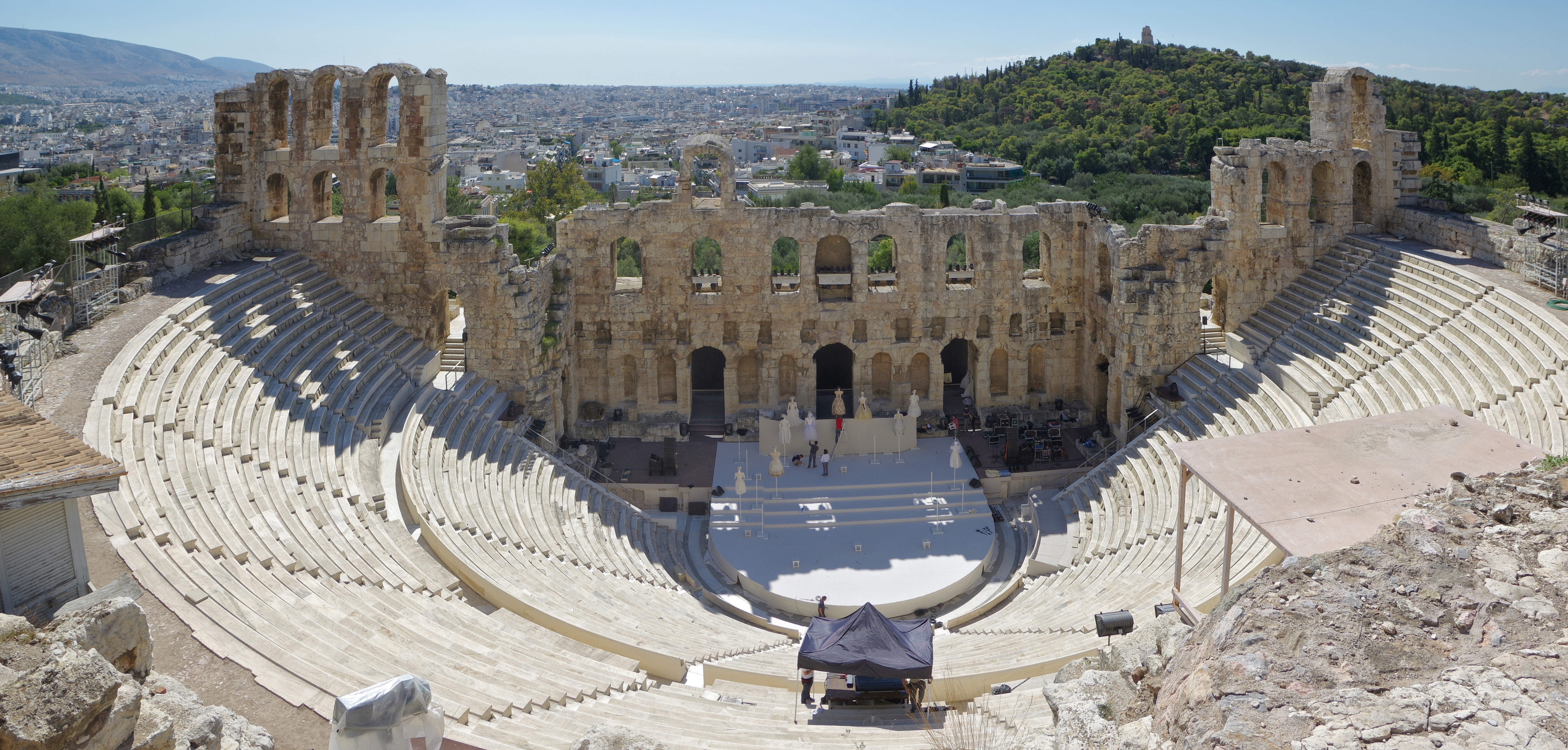
نوازشگاه هرودِس آتیکوس واقع در آکروپولیس شهر آتن، مکان کنسرت فراگیر یانی، یانی، زنده در آکروپولیس، که در در کشور زادگاه وی یونان برگزار گشت.

حضور یانی در رسانه‌ها و تلویزیون در سال‌های بعد به شناسایی و پذیرش عمومی او انجامید؛ به ویژه با حضور وی در مجله مردم و نیز در برنامه تلویزیونی اوپرا وینفری که با پشتیبانی و همراهی لیندا اِوَنز، بازیگر آمریکایی، همراه بود. یانی از سال ۱۹۸۹ با اِوَنز در رابطه بود. با این وجود، حضورهای بعدی در تلویزیون، فروش بالای آثار ضبط شده و ویدئویی، و کنسرت‌های متعدد طی سال‌های بعد شناخت او را فراتر از رابطه‌اش با اِوَنز گسترش داد.
آلبوم جرئت آرزو، که در سال ۱۹۹۲ انتشار یافت، اولین آلبومی از یانی بود که نامزد جایزه گرمی شد. قطعهٔ «آریا» در این آلبوم آهنگی است برمبنای دونوازی گُل (از اپرای لاکمه، ۱۸۸۳) ساختهٔ لئو دِلیبِس، آهنگساز فرانسوی. استفاده یانی از این آهنگ در یک آگهی شرکت بریتیش اِروِیز که برندهٔ جایزه شد، به آن محبوبیت بخشید. آلبوم در زمان من که با ساز غالب پیانو در ۱۹۹۳ منتشر شد و آلبوم مورد علاقهٔ یانی است، دیگر آلبوم وی است که نامزد جایزه گرمی شده‌است.

### دههٔ ۱۹۹۰: آکروپولیس، کنسرت‌های جهانی، فرسودگی و ازسرگیری
کنسرت فراگیر یانی، یانی، زنده در آکروپولیس، در سپتامبر ۱۹۹۳ در نوازشگاه هرودِس آتیکوس دو هزار ساله واقع در آکروپولیس شهر آتن اجرا و فیلم‌برداری شد. یک آلبوم و یک ویدیو از این کنسرت با قالب سیستم ویدئو خانگی در ۱۹۹۴ منتشر شد. آکروپولیس اولین آلبوم زنده یانی بود، که وی در آن از گروه اصلی خود همراه با چینش کامل شصت نفره‌ای از ارکستر فیلارمونیک سلطنتی لندن استفاده نمود. تنظیم و رهبری ارکستر را شهرداد روحانی، موسیقی‌دان ایرانی، برعهده داشت.
بدون وجود هیچ‌گونه پشتیبانی مالی خارجی، یانی تولید آکروپولیس را با به خطر انداختن ۲ میلیون دلار پس‌انداز شخصی خودش سرمایه‌گذاری کرد تا از این راه هم جایگاه هنری خود را ارتقا بخشیده باشد و هم پس از ۲۰ سال دوری از کشورش «به مردم یونان با آنچه درخور آنان است ادای دین» کرده باشد. ویدیوی حاصل از این کنسرت از شبکهٔ پی‌بی‌اس آمریکا پخش و به یکی از محبوب‌ترین برنامه‌های آن تبدیل شد، چنان‌که نیم میلیارد نفر در ۶۵ کشور آن را تماشا کرده‌اند. ویدیوی آکروپولیس همچنین با فروشی بیش از ۷ میلیون نسخه در دنیا عنوان دومین کنسرت موسیقی ویدئویی پرفروش تاریخ را (پس از تریلر مایکل جکسون) به‌دست آورده‌است.
در مارس ۱۹۹۷ یانی توانست یکی از معدود هنرمندان غربی باشد که در تاج محل در هند کنسرتی را اجرا و ضبط کرده‌است. به دنبال آن یانی در مه ۱۹۹۷ اجراهایی را در شهر ممنوعه در شهر پکن در کشور چین انجام داد، و بدین سان عنوان اولین هنرمند غربی معاصر که مجوز اجرا در این مکان تاریخی را گرفته از آن خود کرد. این دو رخداد با یکدیگر آلبوم زنده و ویدیوی احترام را تشکیل دادند که در نوامبر ۱۹۹۷ انتشار یافت.
پس از مذاکرات طاقت‌فرسا برای کسب مجوز اجرا در تاج محل و شهر ممنوعه در سال ۱۹۹۷، جدایی از لیندا اِوَنز در اوایل ۱۹۹۸، و پس از آن به سرانجام رساندن یک تور طولانی سراسر دنیا در ۱۹۹۸، یانی حرفه موسیقی خود را متوقف کرد. یانی بعدها عنوان کرد که افسرده شده بود، و برای سه ماه به یونان نزد والدینش بازگشته بود، پیش از آنکه تصمیم به به سفر دور دنیا بگیرد. برای مدت ۲ سال یانی هیچ مصاحبه‌ای انجام نداد، و بعدها توضیح داد: «سفر کردم. می‌خواستم نگرش مردمان دیگر را از زندگی ببینم. می‌خواستم رؤیای آمریکایی را ترک کنم.»

### دههٔ ۲۰۰۰: پس از یک درنگ، دورنماهای تازه
در سال ۲۰۰۰، پس از درنگی دو ساله، یانی اولین آلبوم استودیوی خود طی هفت سال گذشته را با نام اگر می‌توانستم به تو بگویم منتشر کرد. این آلبوم به رتبهٔ ۲۰ در جداول مجلهٔ بیلبرد دست یافت و در اولین هفتهٔ انتشار ۵۵۰۰۰ نسخه فروش کرد، که بیشترین فروش آغازین برای آلبوم‌های یانی به حساب می‌آید. یانی از آن به عنوان آلبومی آرام برای «گوش دادن» و کمتر نمایشی نسبت به آلبوم‌های کنسرت زنده مانند زنده در آکروپولیس یا احترام یاد می‌کند. وی توضیح می‌دهد که خودش تمامی صداهای آلبوم را، شامل آوازهای ظاهری، از طریق دستکاری صدا و به صورت الکترونیک در استودیوی خود خلق کرده‌است.
موسیقی حاضر در آلبوم سال ۲۰۰۳ یانی، قومیت، نمایانگر بسیاری از فرهنگ‌های جهان است، و یانی گفته‌است در این آلبوم از عنصر «قومیت» برای بازتاب رنگ و زیبایی و یک اجتماع چندفرهنگی استفاده شده‌است. این آلبوم در زمانی نزدیک به انتشار خودزندگی‌نامه یانی به نام یانی با واژگان (به انگلیسی: Yanni in Words) عرضه شد.
پس از شش سال، و برای اولین بار در حرفهٔ خود، یانی در همکاری با ریک وِیک از خوانندگانی در آلبوم صداهای یانی استفاده کرد. هفته‌ها پیش از انتشار این آلبوم در تاریخ ۲۴ مه ۲۰۰۹ با برچسب دیزنی پرل متعلق به شرکت ضبط والت دیزنی رکوردز، شبکهٔ پی‌بی‌اِس ویدئویی از کنسرت صداها پخش کرد که در نوامبر ۲۰۰۸ در شهر آکاپولکو کشور مکزیک برگزار شده بود. انتشار آلبوم پیش از توری صورت گرفت که تهیه‌کنندگی آن را یکی از زیربخش‌های پِرل به نام بوئِناویستا کانسرتز برعهده داشت.
آلبوم یانی مکزیکَنیزیمو، که در نوامبر سالگرد جشن‌های دویست ساله مکزیک در ۲۰۱۰ منتشر شد، بزرگداشتی نسبت به این کشور با برداشت یانی از موسیقی مردمی آن بود. یانی در این آلبوم با په‌په آگوئیلار خواننده-آهنگساز، و لوسِرو خواننده-هنرپیشه همکاری داشت.

### دههٔ ۲۰۱۰: طراحی آواهای تازه، و بازگشتی به تورهای جهانی

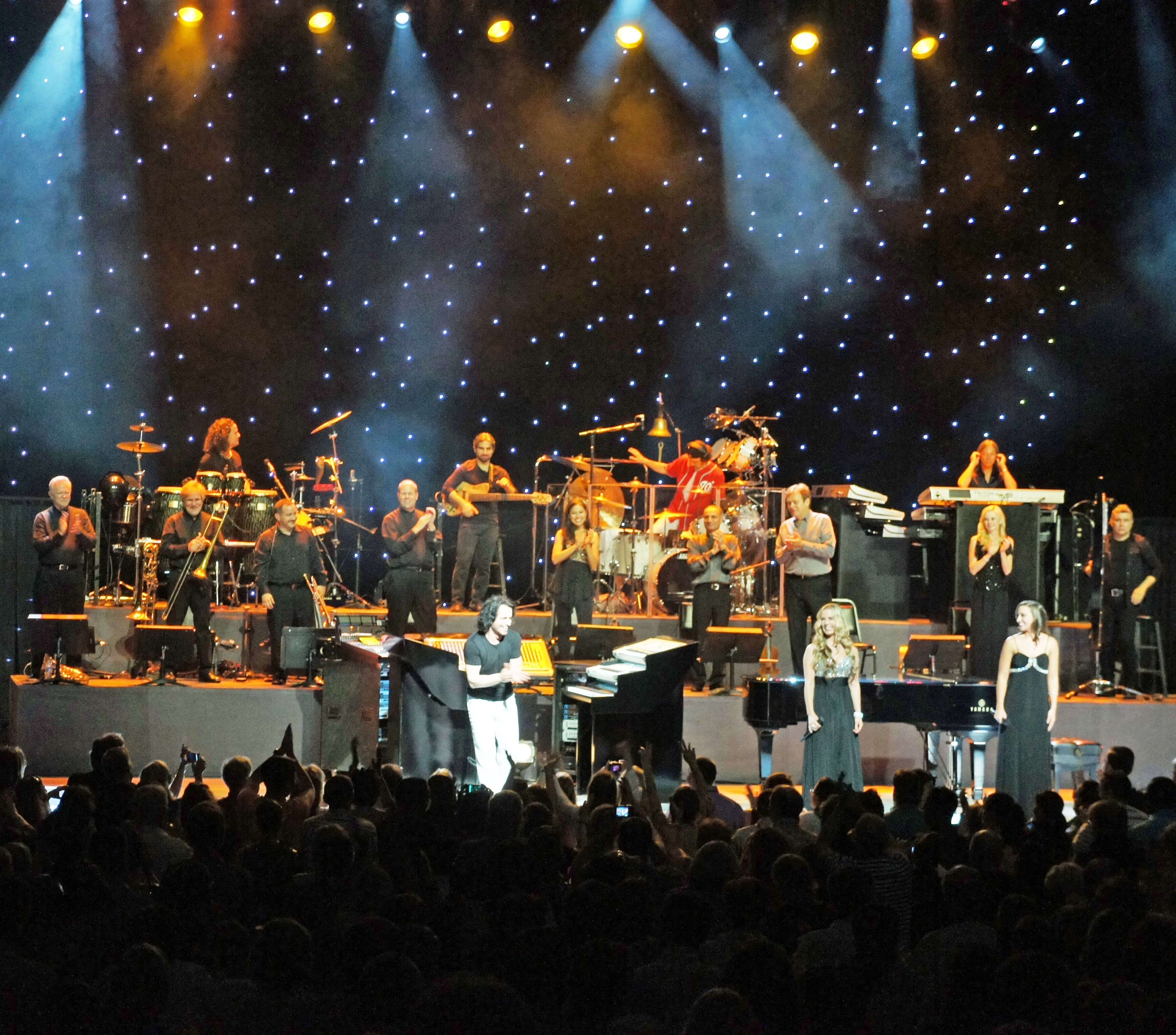
یانی به همراه ارکستر و خوانندگان خود روی صحنه. هنگام اجرا، یانی زمان خود را بین دو دسته کیبورد الکترونیک و یک پیانوی آکوستیک تقسیم، و ارکستر خود را رهبری می‌کند.

آلبوم حقیقت لمس کردن اولین آلبوم یانی با محتوای جدید طی هشت سال گذشته بعد از قومیت بود و در فوریه ۲۰۱۱ منتشر شد. محتوای متنوع حقیقت لمس بازتابی از تأثیرات سبک‌های‌سازی معاصر، الکترونیک، و سینمایی بود که به رگه‌هایی از پاپ، عصر نو، و موسیقی جهان‌گذار می‌کرد. هرچند یانی گفته‌است که حقیقت لمس با آزمایش روی طراحی‌های جدید آواها آغاز شد، ولی جیمز کریستوفر مانگِر از وبگاه آل‌میوزیک بر این عقیده است که این آلبوم، یانی را در حال بازگشت به ریشه‌های‌سازی خود به تصویر می‌کشد، و باید به مذاق هواداران موسیقی اواسط دههٔ ۱۹۹۰ او خوش بیاید. سه آهنگ از پانزده قطعهٔ غالباً‌سازی آلبوم، دربردارندهٔ ترانه‌هایی با اجرای خوانندگان یانی، صداها هستند.
در آوریل ۲۰۱۲ یانی لوح فشردهٔ صوتی و تصویری از آلبوم زنده کنسرت یانی در ال مورو، پورتوریکو را منتشر کرد، که در دو کنسرت فضای خارجی در ۱۶ و ۱۷ دسامبر ۲۰۱۱ ضبط و فیلم‌برداری شده بودند. محل برگزاری کنسرت، زمین‌های دِژ سَن فِلیپ دِل مورو («اِل‌مورو») واقع در سَن‌خووان، مرکز ایالت پوئرتوریکو بود، که یک مکان میراث جهانی یونسکو است. کنسرت‌های ضبط شده از مارس ۲۰۱۲ توسط شبکهٔ پی‌بی‌اِس پخش شدند. تولید این اثر دهمین همکاری یانی با این سازمان بود.
یانی در ۹ فوریه ۲۰۱۳ به مناسب سال نو چینی در برنامه ویژهٔ جشنوارهٔ بهاری تلویزیون مرکزی چین (با ۷۰۰ میلیون بیننده در سال) با چانگ جینگ، هنرمند نوازندهٔ سنتور چینی (زیثر)، اجرا داشت. این اولین سالی بود که تلویزیون مرکزی چین از هنرمندان خارجی برای اجرا دعوت به عمل آورده بود.
در تورهای سال‌های ۲۰۱۰ تا ۲۰۱۴ یانی، خوانندگانی متمایز از یانی، صداها مربوط به سال‌های ۲۰۰۸ تا ۲۰۰۹ شرکت داشتند، هرچند فهرست آهنگ‌های اجرا شده غالباً‌سازی بودند.
یانی در مارس ۲۰۱۴ طی یک همکاری با پلاسیدو دومینگو، خوانندهٔ تِنور اپرا، و ریک ویک تهیه‌کننده، هفدهمین آلبوم استودیوی خود را با نام اینسپیراتو (از ایتالیایی به فارسی، الهام گرفته) منتشر ساخت. ویژگی برجستهٔ این آلبوم، اجرای آوازی همچون یانی، صداها در پنج سال قبل بود. در اینسپیراتو گروهی از خوانندگان اپرایی سرشناس بازسازی‌های آهنگ‌هایی از یانی را اجرا کردند که وی پیش از آن در طول حرفه خود منتشر کرده بود. در این آلبوم عناوین و اشعار آوازها غالباً به زبان ایتالیایی هستند.
در روزهای ۳۰ و ۳۱ اکتبر ۲۰۱۵، یانی دو کنسرت در زمین‌های اطراف اهرام مصر و ابوالهول بزرگ جیزه اجرا کرد، که نخستین اجرای وی در مصر به حساب می‌آید. این دو کنسرت شامل آتش‌بازی و نیز پخش ویدئویی توسط اسکات کلی به‌عنوان فرمانده ایستگاه فضایی بین‌المللی می‌شدند، و همچنین با قالب وضوح بالای ۴کی برای پخش‌های بعدی از شبکهٔ پی‌بی‌اس ضبط شدند. برای القای حس امنیتی پایدار پس از انقلاب مصر (۲۰۱۲–۲۰۱۱)، نیروی امنیتی مصری‌ای به تعداد ۳۰۰۰ نفر امنیت محدودهٔ کنسرت را به‌عهده گرفتند.
در دسامبر ۲۰۱۵، یانی آهنگی به‌نام «هفت میلیون رؤیا» برای ویدئویی برای ناسا به مناسبت پانزدهمین سالگرد ایستگاه فضایی بین‌المللی ساخت.
یانی در ژانویه ۲۰۱۶ هجدهمین آلبوم استودیویی خود را با نام آسایشی احساس‌برانگیز منتشر کرد. از این روی که این آلبوم با استفاده از سینث‌سایزرها، ضرب‌آهنگ‌های برنامه‌ریزی شده و صداهای الکترونیک ساخته شده بود، گفته می‌شد «برگردان کاملی» به آلبوم‌های اوایل دههٔ ۱۹۸۰ یانی باشد.
از سال ۲۰۱۰ به بعد، یانی تورهای بین‌المللی خود را با اجراهایی در بیش از سی کشور در پنج قاره، شامل (به ترتیب الفبا) آرژانتین، آلمان، اردن، ارمنستان، اسرائیل، امارات متحده عربی، اوکراین، ایالات متحده (شامل پوئرتوریکو)، بحرین، برزیل، بریتانیا، بلاروس، بلغارستان، پاناما، تایلند، ترکیه، تونس، جمهوری چک، چین، روسیه، رومانی، سریلانکا، سنگاپور، شیلی، عربستان سعودی، عمان، قطر، کاستاریکا، کانادا، کره جنوبی، کویت، لبنان، لهستان، مجارستان، مصر، مکزیک، و هند برگزار نموده‌است.

## تأثیرپذیری‌ها، موسیقی، و کنسرت‌ها

### تأثیرپذیری‌های موسیقایی
یانی از کودکی با گوش دادن به ایستگاه‌های رادیویی از آفریقای شمالی، کشورهای عربی، و اروپا با انواع گسترده‌ای از سبک‌های موسیقی ارتباط برقرار کرده بود. او دیده بود که «هیچ ایستگاه راک یا کلاسیک تخصصی وجود نداشت—هر ایستگاهی همه جور موسیقی پخش می‌کرد». گفته می‌شود که موسیقی یانی بازتابی از برخوردهایش با فرهنگ‌های مختلف جهان و نمودگر فلسفه «یک دنیا، یک‌نفر» وی است. بدین روی، جِفری کاچمارچیک از مجموعهٔ بوث نیوزپیپرز الهامات گلچین شدهٔ موسیقی یانی را عاملی برای موفقیت او دریافته بود: «گام‌های خاورمیانه‌ای و شرقی و میزان‌های ترکیبی یانی آنقدر جالب توجه به گوش می‌رسند که طرفداران میانه‌روی او را بفریبند، ولی نه آنچنان وفادار به اصالت راک که افرادی را که با تأکیدهای ضربی راک بزرگ شده‌اند سردرگم کنند.» و افزود که برخی آهنگ‌های خاص «شما را با این حس باقی می‌گذارند که انگار همین الآن یک ذره درام فلزی یا بوزوکی یونانی یا کوتوی ژاپنی یا احتمالاً هر سه را با هم شنیده‌اید.»
موسیقی یانی از جمله از موسیقی آسیا، آمریکای لاتین، خاورمیانه، و نیز از موسیقی کلاسیک، راک اَند رول، و الکترونیک، تأثیر پذیرفته‌است. یانی بیان کرده‌است که دههٔ ۱۹۷۰، همراه با سازهای الکترونیک و فناوری جدید خود، به ویژه در آن مرحله از حرفه‌اش تأثیرگذار بوده‌است، و اینکه حتی آلبوم اخیرش، حقیقت لمس (۲۰۱۱)، با آزمایش کردن طراحی‌های تازه صدا آغاز گشت. او به خاطر آشنایی خیلی زودهنگام در زندگی با موسیقی کلاسیک — گوش دادن به باخ در سن ۸ سالگی — تعدادی از آهنگسازان و پیانیست‌های دوران کلاسیک را از موارد تأثیرگذار بر خود برمی‌شمرد، و در این بین از بتهوون به عنوان موسیقی‌دان دلپسند، و از شوپن به عنوان «مورد علاقه شماره ۲» یاد می‌کند. او همچنین گفته بود که گذشته از موسیقی کلاسیک همچون موتزارت و باخ، از گروه‌های راک اَند رول مانند زِپلین، پیپل!، و بلَک سَبَث نیز تأثیر دیده بود.
یانی توضیح داده که «بیشترین تأثیری که از موسیقی گرفته‌ام کار بر روی (موسیقی) فیلم بود،... و بیشتر آن موسیقی سازی،» و از علاقه‌اش برای کارهای جری گُلداسمیت و جان ویلیامز صحبت کرده بود. کِلی جَسپِر از آگِستا کرانیکل بیان کرده که بیشتر موسیقی یانی از نوع‌سازی است، که نشان می‌دهد یانی پنداشته بود فقدان شعر چیزی است که اجازه می‌دهد موسیقی‌اش محبوبیت بین‌المللی پیدا کند. یانی در ادامه گفته بود: «در بیشتر آهنگ‌های من شعری وجود ندارد، تا تمام پیام از طریق ضرب‌آهنگ، ملودی، و آواها رسانده شود، و من فکر می‌کنم این چرایی گذر موسیقی از مرزها و امکان رفتن به کشورهای مختلف باشد.» «دروغ گفتن با موسیقی سازی، اگر غیرممکن نباشد، کار بسیار دشواری است، به این خاطر که این نوع موسیقی تنها با احساسات سر و کار دارد.» او همچنین گفته‌است که واژگان در منطقه متفاوتی از مغز فعالیت می‌کنند، و اینکه اشعار «معمولاً آهنگ را در جعبه قرار می‌دهند.»
با این وجود، یانی همراه با چهار خوانندهٔ اصلی در صداهای یانی (۲۰۰۸–۲۰۰۹)، و با دو خواننده در تورها (۲۰۱۰–۲۰۱۲) و کنسرت‌ها (دسامبر ۲۰۱۱) و نیز لوح فشرده صوتی و تصویری (۲۰۱۲) کنسرت یانی در ال مورو، پورتوریکو به اجرا پرداخت. در پایان سال ۲۰۱۱ یانی خاطر نشان کرد که موسیقی‌سازی را بیشتر ترجیح می‌دهد «چونکه بازتر است، ولی صدای انسان نیز می‌تواند گویاترین ساز شناخته شده برای آدمیان باشد. در آن قدرتی نهفته‌است.» یانی با اشاره به تجربیات خلاقانه‌اش در پروژهٔ ۲۰۰۹ صداها، عنوان کرد که «هرچند بیشتر موسیقی‌ای که می‌نویسم‌سازی است، دوست دارم از صدای انسان نیز به عنوان‌سازی دیگر استفاده کنم.»

### سبک‌های موسیقی متمایز از جنبش روحانی «عصر نو»
این خطوط واقعاً وجود ندارند. آن‌ها — کاملاً — ساختگی هستند، و این توهم را که ما همه به نوعی با هم فرق داریم تداوم می‌بخشند. من فکر می‌کنم دنیا جای خیلی بهتری می‌بود اگر که ما یک روز، دیگر وانمود نمی‌کردیم که این خطوط وجود دارند و به جای تفاوت‌هایمان روی شباهت‌هایمان تمرکز می‌کردیم.

صحبت‌های پایانی کنسرت،
یانی، زنده در آکروپولیس
سپتامبر ۱۹۹۳
در عین اینکه یانی گفته‌است عصر نو «بیشتر تعریفی روحانی است تا تعریفی موسیقایی»، گفته می‌شود موسیقی وی همچنان که شتابی پررونق‌تر به خود می‌گرفت توسط جنبش عصر نو «اتخاذ شده‌است». موسیقی او سازی معاصر نیز نامیده شده‌است و به عنوان «ادغامی از جاز، موسیقی جهان، کلاسیک، و سافت راک با استفاده از سازها» توصیف گشته‌است. با این وجود یانی از زودهنگام، دست کم از ۱۹۸۸، از برچسب‌هایی نظیر «یونانی» و «عصر نو» پرهیز می‌نمود، و تأکید داشت که «وقتی کسی از عصر نو می‌گه، من اون چیزی یادم می‌آید که موقع جارو کردن خونه در پس‌زمینه گوش می‌دهید. من نمی‌خوام به مخاطب آرامش ببخشم؛ من می‌خوام اون‌ها رو درگیر کنم، علاقه‌مندشون کنم.» در سال ۱۹۹۴، یانی در حالی که میان کار خود و آنچه سایرین موسیقی حس و حال محیطی خوانده‌اند تمایز قائل می‌شد، اشاره کرد: «عصر نو موسیقی کنترل شده‌تر و آروم‌تری رو نشون می‌ده. موسیقی من می‌تونه ضرب‌آهنگ زیاد، انرژی زیاد، و حتی قومیت زیادی داشته باشه.»
یانی در سال ۲۰۱۲ خاطرنشان کرد که هرگز علاقه‌ای به دسته‌بندی هنر یا برچسب‌گذاری نداشته، و افزود که همواره موسیقی را ساخته «تا درس‌هایی را که آموخته‌ام و تجربه‌هایی که در زندگی به دست آورده‌ام را با صداقت بازتاب دهم.» برای مثال، تحصیل روان‌شناسی در دانشگاه بر موسیقی یانی تأثیرگذار بود: «هنگامی که موسیقی خلق می‌کنم، این موسیقی بازتابی از روح من، تجربه‌های من در زندگی، و روابط من با مردم و فرهنگ‌های دیگر است. روان‌شناسی، و فهمیدن اینکه ما به عنوان انسان‌ها در این دنیا چه کسی هستیم، در تقریباً هر تفکر خلاقانه‌ای که من دارم حاضر است.»

### مسیری نامتعارف در حرفهٔ موسیقی
سبک موسیقی یانی برای بیشتر برنامه‌های رادیویی یا شبکه‌های موسیقی تلویزیون نامناسب می‌نمود. در سال ۲۰۱۲ یانی اهمیت شبکه پی‌بی‌اس را در حرفه خود بیان کرد، و گفت که این شبکه «همیشه به من اجازه می‌داد تا موسیقی خودم رو بدون هیچ سانسور یا نفوذی ارائه کنم، و من رو تشویق می‌کرد هنرمندی باشم که الآن هستم،» و نیز این شبکه «بخش بزرگی از حرفه من برای بیشتر از ۲۰ سال بوده.»
یانی برای شناساندن خود مسیری نامتعارف را پی گرفت؛ به عنوان مثال، پس‌انداز شخصی خود را برای سرمایه‌گذاری رخدادهای مکان‌های تاریخی نظیر کنسرت‌های آکروپولیس در ۱۹۹۳ به خطر انداخت، قطعات ویژه‌ای برای شبکه‌های عمومی تلویزیون تولید کرد، به تنهایی در استودیوی شخصی ساخت خودش در خانه موسیقی خلق می‌کرد، و نیز بسیاری از وظایف تهیه و تولید را خودش انجام می‌داد؛ و به این ترتیب از صنعت موسیقی رایج‌گذار می‌کرد. در سال ۲۰۰۰، دیوید سیگل از روزنامهٔ واشینگتن پست نوشت که یانی «استعاره‌ای زنده از موفقیت براساس معیارهای خود است، یعنی رؤیای هر آمریکایی با اندیشه‌ای که یا نادیده گرفته شده یا به سُخره.»

### موسیقی
در اواخر دههٔ ۱۹۸۰، در مروری که از آغاز حرفهٔ یانی در روزنامهٔ دالاس تایمز هِرالد منتشر شد، کنسرتی که یانی با ارکستر سمفونی دالاس اجرا کرد «روح‌بخش، تکان دهنده، و الهام‌بخش» توصیف شد. در سال ۱۹۹۵، دان هِکمَن از روزنامهٔ لس‌آنجلس تایمز نوشت که موسیقی یانی «پایه در ملودی‌های عاشقانهٔ شیفته‌کننده‌ای دارد که با ضرب‌آهنگ‌های پرانرژی مدیترانه‌ای برجسته شده‌اند.» در بررسی موشکافانه‌تری استیو مِتکَف از روزنامهٔ هارتفورد کورِنت در «واسازی» موسیقی یانی آورد که موسیقی وی «از دیدگاه هارمونیک، از اجزایی ساخته شده که در بسیاری از قطعات موسیقی کلاسیک اواخر قرن نوزدهم و اوایل قرن بیستم یافت می‌شود. ذاتاً تونال است، گاه‌وبیگاه ته‌رنگی از آواهای ناهماهنگ ملایم دارد، گاهی اوقات از لحاظ ضرب‌آهنگ سرزنده است، در نخستین گوش‌سپاری گیرا است، و آشکارا احساس‌برانگیز است. موسیقی یانی دو حس پایه دارد: خرامان و قهرمانانه همراه با نت‌های فرازنواخت رزمی، و به گونهٔ خیال‌انگیزی ژرف‌اندیشانه. … نوعی پیوند صلح‌آمیز میان موسیقی پاپ و موسیقی کلاسیک که راحت احساس می‌شود.»
اخیراً، مارک دِمینگ از آل‌میوزیک ساخته‌ها و اجراهای یانی را اینطور ترسیم کرد که «حس چشمگیری از درام، پویایی، و عاشقانگی» را دارا هستند، و نوشت که یانی «سبک اجرایی مسلطی» دارد. راب گَرِت در روزنامهٔ نَشنال نگاشت که یانی در تولید موسیقی خود «تمام قواعد را به‌طور کلی به دو گونه می‌شکند— قهرمانانه و کوبنده یا فراگیر و بازتابنده.» در سال ۲۰۱۲، هَوی گِرَپِک از روزنامهٔ پام بیچ پست خاطرنشان کرد که «تعداد اندکی هنرمند معاصر با حس بی‌همتایی از موسیقی و سبک حقیقی خودشان وجود دارد. مقایسهٔ موسیقی عصر نو با راک کلاسیک آسان نیست، اما برای یانی، ممکن است.» یانی ترکیب موسیقی الکترونیک سینث‌سایزر را با ارکستر سمفونی کامل محبوبیت بخشید.
یانی، که «هنرمند حقیقی جهانی» نامیده شده‌است، از موسیقی‌دانانی با ملیت‌های گوناگون استفاده نموده‌است، و انواعی از سازهای جالب توجه را از جاهای مختلف دنیا از دیدیگِریدوی استرالیایی تا چارانگوی پِرویی همراه با ارکستر کلاسیک، بخش ضرب‌آهنگ راک، و کیبوردهای الکترونیک خود به کار گرفته‌است. موسیقی وی «آمیزه‌ای از گلچین نواهای قومی، از ترانه‌های بومی آمریکا تا ضرب‌آهنگ‌های آفریقایی و هارمونی‌های آسیایی» توصیف گشته‌است. پیش از کنسرت‌های سال ۲۰۱۵ خود در اهرام مصر، یانی عنوان کرد که احساسات در سرتاسر دنیا یکسانند، و اینکه موسیقی عمدتاً‌سازی وی می‌تواند این احساسات را به مردم در هر جایی برساند چراکه این موسیقی زبان را دور می‌زند.
جان اِل. موزِر از روزنامهٔ مورنینگ کال نوشت که «روندها می‌آیند و روندها می‌روند،» اما موسیقی یانی «به نظر می‌رسد که از روندها سرپیچی می‌کند و… انگار که موسیقی‌ای برای تمام دوران است.» موزر در مصاحبهٔ خود با یانی از وی پرسید که آیا او عمداً سعی می‌کند چیزی خلق کند که «برای همیشه ماندگار خواهد بود، دربرابر چیزی که قرار است بلافاصله فقط ۱ میلیون نسخه بفروشد،» و یانی پاسخ داد که «شما هرگز نمی‌تونید (هدفمند) هنر ماندگار خلق کنید… بنابراین نمی‌تونید این رو در ذهن داشته باشید.» در عوض، یانی در حین توصیف فرایند خلاقانهٔ خود توضیح داد که دانش وی از موسیقی و سازها و تجربه‌اش از فرهنگ‌های متفاوت «(همچون) اجزای سازندهٔ سرآغاز زندگی است که به هم می‌رسد و خود را آشکار می‌کند و پدیدار می‌شود؛ و روان است. بی‌دردسر است.»
محبوبیت یانی و موفقیت‌اش در تلویزیون‌های همگانی با دیدگاه برخی منتقدین در تضاد کامل بوده‌است. چندی از انتقادات شدیدتر به‌طور خلاصه یانی را به عنوان «خودنمایی بی‌استعداد» توصیف کرده‌اند که موسیقی‌اش بار فکری کمی دارد، در حالی که چکیدهٔ نظرات طرفدارانش این است که یانی «هنرمندی کاملاً اصیل است که معنویت ژرفش، گونه‌ای بی‌همتا از موسیقی را آفریده‌است.»
یانی استفاده از «دست‌نویس موسیقایی» که از هنگام کودکی طراحی و کامل کرده را به جای بکارگیری نت‌نویسی سنتی ادامه می‌دهد، و فردی را استخدام می‌کند تا فرایند ملال‌آور نوشتن نمودارهای نت رایج را برای اعضای ارکستر انجام دهد. حتی با این وجود، از آنجایی که موسیقی حوزه‌ای شنیداری است، یانی می‌بایست آنچه را که نمی‌توان از طریق نوشتار بیان کرد، به موسیقی‌دانان آموزش دهد.

هر چیز بزرگی که تاکنون برای انسانیت رخ داده به صورت یک فکر یگانه در ذهن یک‌نفر آغاز گشته‌است؛ و اگر هر کدام از ما قادر به همچین تفکری باشد، پس همهٔ ما چنین ظرفیت و توانایی را داریم، زیرا ما همه یکسان هستیم.

صحبت‌های پایانی کنسرت،
یانی، زنده در ال‌مورو، پوئرتوریکو
دسامبر ۲۰۱۱

### کنسرت‌ها
هَوی گِرَپِک از روزنامهٔ پام بیچ پست دربارهٔ یکی از اجراهای یانی در آوریل ۲۰۱۲ خاطرنشان کرد که این نمایش یک نمایش یک-نفره با کیبورد نبود، بلکه تک‌نوازی‌های فردی طولانی را در کانون توجه قرار داده بود و جلوه‌گر استعدادهای اعضای گروه یانی بود، و اینکه یانی «دوست دارد این فرصت را به آنان بدهد تا جداگانه بدرخشند.» جِفری کاچمارچیک از مجموعهٔ بوث نیوزپیپرز عنوان کرد که «یانی موسیقی‌دانان همراه خیلی خوبی دارد - همیشه داشته‌است.» علاوه بر آن، یانی با استفاده از چندین کیبورد قابل تعویض که هر کدام به دیگری متصل است به صدا تنوع می‌بخشد، به این صورت که نواختن هر کیبورد می‌تواند باعث شود سایر کیبوردها هم نت‌های متناظری را بنوازند و در نتیجه سازهای گوناگون شبیه‌سازی شوند.
کنسرت‌های یانی، که از جهت نورپردازی و سایر جنبه‌های فنی شناخته شده هستند، برای نورپردازی یک نمایش به بیش از ۲۰۰۰ اشارهٔ زمانبندی نیاز دارند. طراح نورپردازی دیرین یانی در سال ۲۰۱۳ خاطرنشان کرد که نورپردازی به شکلی حساس با خود موسیقی یانی زمان‌بندی می‌شود، با کسر میزانهای گوناگون آن همساز می‌شود، و در ادامه اظهار کرد که از آنجاییکه یانی بیشتر در مکان‌های نمایشی اجرا می‌کند تا تالارهای سرپوشیده، نورپردازی می‌تواند رنگ و حرکات ظریف را شامل شود. نورپردازی همچنین بر تکنوازی‌های اعضای گروه و نیز بر لحظات بخصوص در کنسرت‌ها تکیه می‌گذارد.
جِفری کاچمارچیک از مجموعهٔ بوث نیوزپیپرز با اشاره به «نورپردازی عالی» یانی روی صحنه و «طنین فراوان میان تماشاگران» خاطرنشان کرد که کنسرت یانی «می‌تواند تجربه‌ای سرخوش‌کننده باشد.»
در اوایل سال ۲۰۱۷ یانی تور خود را با عنوان «شامگاهی در گفتگو با یانی» یا «گفتگویی صمیمی با یانی» آغاز نمود که در آن پرسش‌های حضار و مشارکت روی صحنه برنامه را هدایت می‌کردند، و یانی بدون گروهش پیانو می‌نواخت.
- با مینگ فریمن نوازنده کیبورد
- با لاورن یلنکوویچ خواننده
- با لیزا لَوی خواننده
- با مری سیمپسن و ساموئل یروینیان نوازندگان ویولون
- با چارلی آدامز درامر

## افتخارات، جوایز و سربلندی‌ها
یانی علاوه بر اجرا در مکان‌های تاریخی مانند رویال آلبرت هال (لندن؛ ۱۹۹۵ و ۲۰۱۴)، مجوز اجرا در محل‌های برجستهٔ دنیا نظیر آکروپولیس شهر آتن (یونان؛ ۱۹۹۳)، تاج محل (آگرا، هند؛ ۱۹۹۷)، شهر ممنوعه (پکن، چین؛ ۱۹۹۷)، برج خلیفه (دبی، امارات متحده عربی؛ ۲۰۱۱)، کاخ کرملین (مسکو، روسیه؛ ۲۰۱۱)، دِژ سَن فِلیپ دِل مورو (مکان میراث جهانی یونسکو «اِل‌مورو» واقع در سَن‌خووان، پوئرتوریکو، قلمروی ایالات متحده؛ ۲۰۱۱)، شهر باستانی جبیل (مکان میراث جهانی یونسکو، لبنان؛ ۲۰۱۳)، تئاتر رومی کارتاژ (تونس، تونس؛ ۲۰۱۴)، کاخ لاکشمی ویلاز (وادودارا، هند؛ ۲۰۱۵)، اهرام مصر و ابوالهول بزرگ جیزه (مصر؛ ۲۰۱۵)، و جبل القلعه (اردن؛ ۲۰۱۶) را به‌دست آورده‌است.
همچنان که موسیقی یانی با شکوفایی موسیقی عصر نو در دهه‌های ۱۹۸۰ و ۱۹۹۰ به محبوبیت دست می‌یافت، از طریق پخش در شبکه‌های رادیویی موسیقی جایگزین، حضور در تلویزیون‌های همگانی، آگهی‌های تلویزیونی، و نیز تورهای موسیقی بین‌المللی شهرت بیشتری به‌دست می‌آورد. موسیقی یانی در نمایش‌های تلویزیونی و رخدادهای ورزشی پخش شده از تلویزیون شامل قهرمانی لیگ ملی فوتبال ایالات متحده (سوپر بُول)، رقابت‌های ورزشی پخش شده از شبکه نُه استرالیا (واید ورلد آو اسپرتس)، قهرمانی تنیس آزاد ایالات متحده، گلف آزاد ایالت متحده، تور دو فرانس، قهرمانی اسکیت جهان، و بازی‌های المپیک استفاده شده‌است. او برای برنامه ورلد نیوز نَو شبکهٔ اِی بی سی نیز موسیقی ساخته بود.
آهنگ آکرویالی/ایستادن در جنبش یانی از طرف ژورنال جامعه سلطنتی پزشکی (آوریل ۲۰۰۱) دربردارندهٔ اثر موتزارت دانسته شد، زیرا ترکیب آن از لحاظ ضرب‌آهنگ، ساختار، هم‌آوایی ملودیک و هارمونیک و قابلیت پیش‌بینی مشابه سونات شماره ۴۴۸ موتزارت است، ویژگی‌هایی که پنداشته می‌شود در کاهش حملات صرع و بهبود کارایی تجسم فضایی مؤثر باشند.
یانی هنگام تور اکتبر ۲۰۱۱ خود در چین عنوان اولین هنرمند غربی را به‌دست‌آورد که دعوت به پذیرش یک توله (خرس) پاندای غول‌پیکر از طرف پایگاه پژوهشی پرورش پاندای غول‌پیکر چِنگدو شده‌است، «امتیازی که… معمولاً برای کشورها محفوظ است تا اشخاص.» «مقامات رسمی از طرف پایگاه پژوهشی از این موسیقی‌دان دعوت کردند تا حیوان را به فرزندخواندگی بپذیرد، و بیان کردند که این تصمیم‌گیری از روی الهام و هماهنگی‌ای که از موسیقی وی سرچشمه می‌گیرد، انجام شده‌است.» یانی پاندا را «سانتورینی» - هم‌نام با جزیره‌ای در یونان - نام نهاد، و توضیح داد که «واژهٔ یونانی ایرینی به معنای «صلح» است.»
در فوریه ۲۰۱۳ یانی و سلین دیون اولین هنرمندان غربی بودند که برای اجرا (جداگانه) در برنامه ویژهٔ جشنوارهٔ بهاری تلویزیون مرکزی چین - با ۷۰۰ میلیون بیننده در سال - به چین دعوت شدند.
مجله بیلبُرد یانی را ششمین «هنرمند آلبوم عصر نو» ۲۰۱۴ لقب داد. از او در همین لیست در سال ۲۰۱۲ (با رتبه ۵)، ۲۰۱۱ (رتبه ۱)، ۲۰۱۰ (رتبه ۴)، ۲۰۰۹ (رتبه ۳)، ۲۰۰۷ (رتبه ۴)، و ۲۰۰۶ (رتبه ۴) نام برده شد.
آلبوم‌های جرئت آرزو (۱۹۹۲) و در زمان من (۱۹۹۳) از یانی نامزد جایزه گرمی برای بهترین آلبوم عصر نو شده‌اند.
ویژه‌برنامه‌های یانی، زنده در آکروپولیس و ستایش از شبکهٔ پی‌بی‌اِس برای دستاورد برجسته فردی در نورپردازی (الکترونیک) برای سریال درام، سریال متفرقه، سریال کوتاه، فیلم، یا ویژه‌برنامه نامزد جایزه امی به ترتیب در سال‌های ۱۹۹۴ و ۱۹۹۸ شده‌اند.
دست کم شانزده آلبوم یانی رتبهٔ نخست را در دسته‌بندی «آلبوم عصر نوی برتر» مجلهٔ بیلبُرد به‌دست آورده‌اند، که بیشتر از هر هنرمند دیگری بجز جیم بریکمَن و مَنهیم استیم‌رولِر است.
یانی علاوه بر اخذ مدرک کارشناسی در رشتهٔ روان‌شناسی از دانشگاه مینه‌سوتا در سال ۱۹۷۶، یک دکترای افتخاری علوم انسانی از همین مؤسسه در ۶ مه ۲۰۰۴ دریافت نمود.

## فعالیت‌های نیکوکارانه و انسان‌دوستانه
یانی از سال‌های آغازین حرفه خود با پی‌بی‌اس در تلاش‌های این شبکه برای جمع‌آوری کمک‌های مالی همکاری داشته‌است، و بنا بر گزارش‌ها بیش از ۱۳ میلیون دلار برای این سازمان جمع‌آوری نموده‌است. تولید کنسرت یانی در ال مورو، پورتوریکو (۲۰۱۲) دهمین همکاری یانی با شبکهٔ پی‌بی‌اِس بود.
یانی در تلاش‌های حفاظت از محیط زیست صندوق جهانی طبیعت یاری رسانده‌است، بدین ترتیب که پشتیبانی مالی یک برنامه نمادین «بسته پذیرش پاندا» را عهده‌دار شد و در آن ۵۰٬۰۰۰ دلار کمک‌های اهدایی را تضمین کرد. یانی سخنگوی ناسا نیز بوده‌است.

## خودزندگی‌نامه
خودزندگی‌نامه یانی، یانی با واژگان، که همراه با دیوید رِنسین نگارش شد، هم‌زمان با انتشار آلبوم قومیت یانی در فوریه ۲۰۰۳ منتشر شد. این کتاب در تاریخ ۲ مارس ۲۰۰۳ عنوان پرفروش‌ترین کتاب روزنامهٔ نیویورک تایمز را در دسته‌بندی غیرداستانی از آن خود کرد.

## موسیقی‌شناسی

### آلبوم‌های اصلی استودیویی
این فهرست دربردارندهٔ آلبوم‌های گردآوری و بازنگری مانند «بهترین‌ها…» نیست.
| سال  | عنوان آلبوم                  | دسته‌بندی عصر نو مجله بیلبُرد (اوج) | ۲۰۰ برتر مجله بیلبُرد (اوج) | یادداشت |
| ---- | ---------------------------- | --------------------------------- | -------------------------- | --- |
| ۱۹۸۴ | آپتیمیستیک                   |                                   |                            | |
| ۱۹۸۶ | کلید تخیل                    |                                   |                            | |
| ۱۹۸۷ | ماورای سکوت                  |                                   |                            | |
| ۱۹۸۸ | روزهای آفتاب‌پرست             | ۲                                 |                            | |
| ۱۹۸۹ | نیکی نانا                    | ۲                                 |                            | |
| ۱۹۹۰ | بازتاب احساس                 | ۱                                 | ۲۹                         | |
| ۱۹۹۱ | در جشن زندگی                 | ۳                                 | ۶۰                         | |
| ۱۹۹۲ | جرئت آرزو                    | ۲                                 | ۳۲                         | نامزد جایزه گرمی (سبک عصر نو)                                                                                         |
| ۱۹۹۳ | در زمان من                   | ۱                                 | ۲۴                         | نامزد جایزه گرمی (سبک عصر نو)                                                                                         |
| ۱۹۹۴ | احترام                       |                                   |                            | |
| ۱۹۹۷ | کنسرت یانی در آکروپولیس      |                                   |                            | |
| ۲۰۰۰ | اگر می‌توانستم به تو بگویم    | ۱                                 | ۲۰                         | |
| ۲۰۰۳ | قومیت                        | ۱                                 | ۲۷                         | |
| ۲۰۰۹ | یانی، صداها (زبان انگلیسی)   | ۱                                 | ۲۰                         | دومین و پنجمین آلبوم پرفروش عصر نو، به ترتیب سال‌های ۲۰۰۹ و ۲۰۱۰. به رتبه ۲۰ برترین آلبوم‌های اینترنتی بیلبُرد صعود کرد. |
| ۲۰۰۹ | یانی، صداها (زبان اسپانیولی) | ۲                                 |                            | به رتبه ۵ برترین آلبوم پاپ لاتین بیلبُرد و رتبه ۱۳ برترین آلبوم لاتین بیلبُرد صعود کرد.                                 |
| ۲۰۱۰ | یانی مکزیکنیزیمو             | ۲                                 |                            | هفتمین آلبوم پرفروش عصر نو سال ۲۰۱۱. قطعات یکسانی با آلبوم شور من برای مکزیک (۲۰۱۲) دارد.                             |
| ۲۰۱۱ | حقیقت لمس                    | ۱                                 | ۹۱                         | پرفروش‌ترین آلبوم عصر نو سال ۲۰۱۱. دهمین آلبوم پرفروش عصر نو سال ۲۰۱۲.                                                 |
| ۲۰۱۲ | شور من برای مکزیک            | ۷                                 |                            | قطعات یکسانی با آلبوم یانی مکزیکنیزیمو (۲۰۱۰) دارد.                                                                   |
| ۲۰۱۴ | اینسپیراتو                   | ۱                                 |                            | یازدهمین آلبوم پرفروش عصر نو سال ۲۰۱۴.                                                                                |
| ۲۰۱۶ | آسایشی احساس‌برانگیز          | ۱                                 | ۱۷۳                        | |

### تورهای کنسرت و آلبوم‌های زنده
| سال    | تور / آلبوم                          | دسته‌بندی عصر نو مجله بیلبُرد (اوج) | ۲۰۰ برتر مجله بیلبُرد (اوج) | یادداشت |
| ------ | ------------------------------------ | --------------------------------- | -------------------------- | --- |
| ۱۹۸۷   | خاسته از سکوت                        |                                   |                            | |
| ۱۹۸۸   | روزهای کمیلین                        |                                   |                            | |
| ۱۹۹۰   | بازتاب‌های شور                        |                                   |                            | |
| ۱۹۹۱   | انقلابی در صدا                       |                                   |                            | |
| ۱۹۹۲   | شهامت رویاپردازی                     |                                   |                            | |
| ۱۹۹۳   | یانی زنده، کنسرت‌های سمفونیک ۱۹۹۳     |                                   |                            | |
| ۱۹۹۴   | زنده در آکروپولیس                    | ۱                                 | ۵                          | به دنبال کنسرت‌های آکروپولیس سپتامبر ۱۹۹۳ منتشر شد                                                              |
| ۱۹۹۴   | یانی زنده، کنسرت‌های سمفونیک ۱۹۹۴     |                                   |                            | |
| ۱۹۹۵   | یانی زنده، کنسرت‌های سمفونیک ۱۹۹۵     |                                   |                            | تالار سلطنتی آلبرت                                                                                             |
| ۱۹۹۷   | ستایش                                | ۱                                 | ۲۱                         | تاج محل و شهر ممنوعه                                                                                           |
| ۲۰۰۳–۴ | قومیت                                | ۱                                 | ۲۷                         | رتبه‌بندی بیلبُرد مربوط به آلبوم استودیویی است.                                                                  |
| ۲۰۰۶   | یانی زنده! رویداد کنسرت              | ۱                                 | ۸۴                         | کنسرت ۲۰۰۴؛ پرفروش‌ترین آلبوم عصر نو هر دو سال ۲۰۰۶ و ۲۰۰۷ به رتبه ۶ برترین آلبوم مستقل بیلبُرد (۲۰۰۶) صعود کرد. |
| ۲۰۰۸–۹ | یانی صداها                           | ۱                                 | ۲۰                         | رتبه‌بندی بیلبُرد مربوط به آلبوم استودیویی است.                                                                  |
| ۲۰۱۰   | یانی در کنسرت                        | —                                 | —                          | آمریکای جنوبی (سپتامبر) و پوئرتوریکو (نوامبر)                                                                  |
| ۲۰۱۱   | یانی در کنسرت                        | —                                 | —                          | مکزیک (ژانویه)، پاناما (فوریه)، و ایالات متحده (مارس–مه)                                                       |
| ۲۰۱۱   | یانی در کنسرت                        | —                                 | —                          | اروپای شرقی و آسیا (اکتبر–نوامبر)                                                                              |
| ۲۰۱۱   | یانی زنده در اِل‌مورو، پوئرتوریکو      | ۱                                 | ۱۰۹                        | دسامبر ۲۰۱۱؛ موضوع لوح فشرده صوتی و تصویری ۲۰۱۲؛ پنجمین آلبوم پرفروش عصر نو سال ۲۰۱۲.                          |
| ۲۰۱۲   | شامگاهی با یانی                      | —                                 | —                          | مکزیک، ایالات متحده، کانادا (مارس–اوت)، و شیلی، آرژانتین، برزیل (سپتامبر–اکتبر)                                |
| ۲۰۱۳   | جهان بدون مرز                        | —                                 | —                          | خاور میانه، چین، اروپای شرقی (مارس–ژوئیه)                                                                      |
| ۲۰۱۳   | تور جهانی                            | —                                 | —                          | مکزیک، پوئرتوریکو، شرق ایالات متحده                                                                            |
| ۲۰۱۴   | تور جهانی                            | —                                 | —                          | آمریکای شمالی و جنوبی، اروپا، خاور میانه، جنوب آسیا، آفریقای شمالی                                             |
| ۲۰۱۵   | رؤیای یک مرد                         | —                                 | —                          | هند، چین، مصر، امارات متحده عربی                                                                               |
| ۲۰۱۶   | تور آمریکای شمالی                    | —                                 | —                          | آمریکای شمالی، آمریکای مرکزی، اردن، امارات متحده عربی                                                          |
| ۲۰۱۶   | کنسرت رؤیایی: زنده از اهرام بزرگ مصر | ۱                                 | —                          | دو کنسرت، در تاریخ‌های ۳۰ و ۳۱ اکتبر ۲۰۱۵                                                                       |
| ۲۰۱۷   | شامگاهی در گفتگو با یانی             | —                                 | —                          | ایالات متحده، کویت                                                                                             |